# Forcipulatida
Forcipulatida é uma ordem da classe Asteroidea (estrela-do-mar), do filo dos equinodermes. Essa ordem inclui cerca de 300 espécies.

## Famílias
Essa ordem inclui 3 famílias:
- Asteriidae
- Heliasteridae
- Zoroasteridae